# Ralph Kirby
Ralph Kirby fue un entrenador inglés que entrenó al Fútbol Club Barcelona las temporadas 1924-25 y 1925-26. Fue el cuarto técnico en ocupar el banquillo azulgrana.
El presidente Arcadi Balaguer fichó a este entrenador de gran prestigio internacional para el FC Barcelona, sustituyendo al húngaro Jesza Poszony, con la intención de hacer un equipo campeón. Sin embargo, las cosas no funcionaron demasiado bien. Kirby Tenía dificultades para hacerse entender por unos jugadores que no estaban acostumbrados a la rigidez y dureza de sus métodos.
Aun así, el equipo conquistó esa temporada los dos títulos en juego, la Copa de España y el Campeonato de Cataluña. En la copa, el Barcelona superó al Real Madrid en cuartos de final (1-5 en Madrid y 3-0 en Barcelona) y al At. Madrid en una emocionante final disputada el 16 de mayo de 1926 en Valencia, en la cual Samitier, Just y Alcántara, remontaron los dos goles iniciales de los madrileños.
Durante su etapa en el banquillo, se fichó a la primera figura extranjera del club, el uruguayo Héctor Scarone, considerado en su época el mejor futbolista del mundo, aunque no llegó a integrarse y tan sólo jugó 10 partidos.
En la temporada siguiente, el club decidió sustituir a Kirby por el técnico austriaco Richard Dombi.
Kirby fue entrenador del Athletic Club en la temporada 1926-1927.

## Palmarés con el FC Barcelona
- Debut como entrenador: 25-12-1924 (Barcelona 2-0 First Viena, amistoso)
- Partidos dirigidos: 39
- Partidos ganados: 28
- Partidos empatados: 3
- Partidos perdidos: 8

- Copa de España: 1
  - 1925
- Campeonato de Cataluña: 1:
  - 1925

- En la actualidad posee el récord del entrenador del FC Barcelona con mayor porcentaje de victorias con un 77%, al que tan solo se acerca Josep Guardiola, con un 73% de victorias.

| Predecesor: Jesza Poszony | Entrenador del FC Barcelona 1924 - 1925 | Sucesor: Richard Dombi |